# Moonbootica
Moonbootica ist das Musikprojekt der Hamburger DJs KoweSix (Oliver Kowalski) und Tobitob (Tobias Schmidt), die seit Ende 1999 gemeinsam auflegen.

## Allgemeines

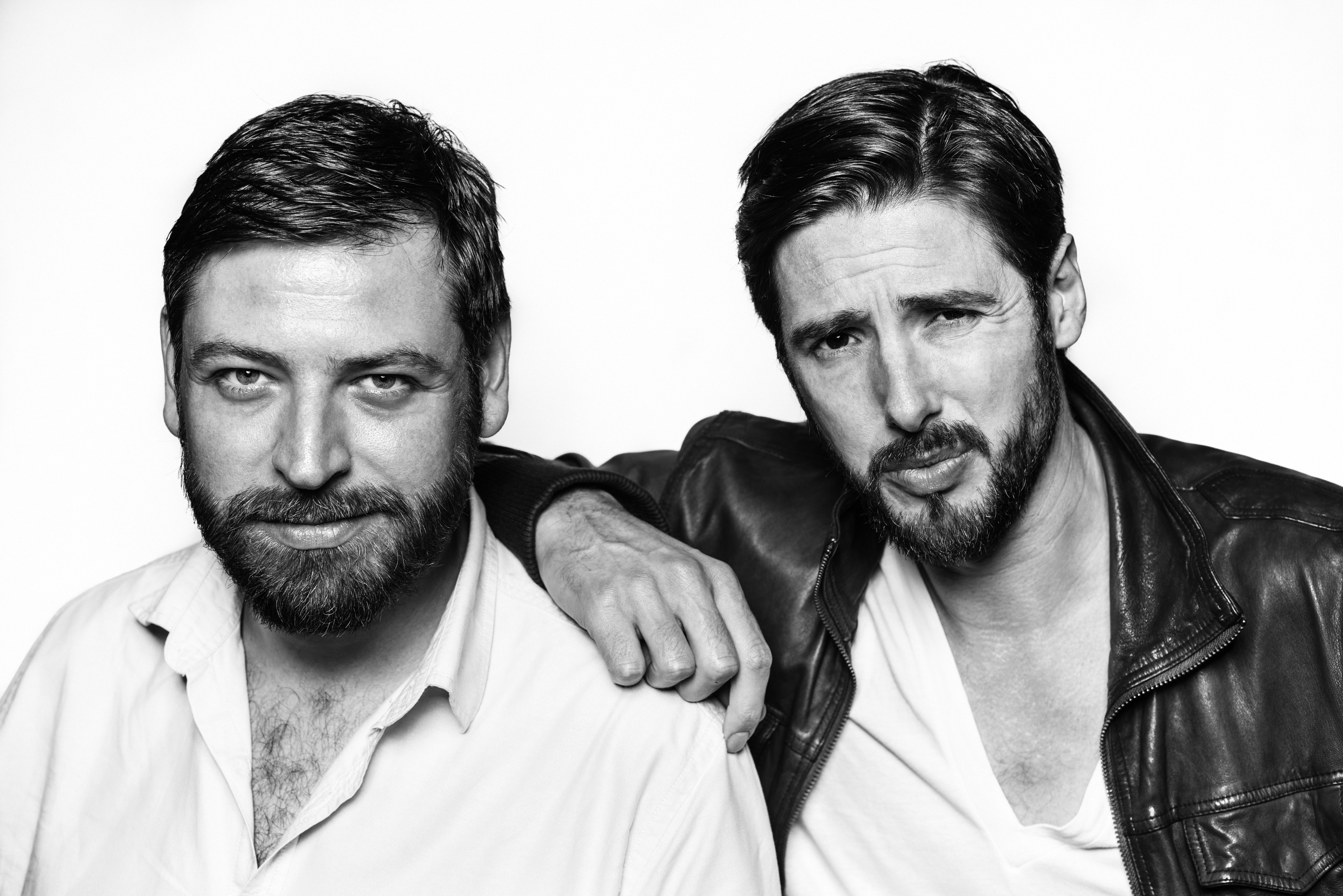
Moonbootica (2013)

Aus der anfänglichen Moonbootica Partyreihe in Hamburger Clubs entstand das Musikprojekt Moonbootica. 
Das musikalische Erscheinungsbild lässt sich als elektronische Musik aus dem Bereich Techno, House und Electro mit leichten Hip-Hop-Einflüssen beschreiben. Sie gründeten das Label Moonbootique, auf welchem auch die eigenen Produktionen veröffentlicht werden. 
- Das Debütalbum Moonbootica erschien 2005 und enthielt mit der Auskoppelung June eine Single.

- Auf dem 2007 herausgebrachten Album Moonlight Welfare kooperierten Moonbootica bei Der Mond mit dem Hamburger Musiker Jan Delay. 2011 veröffentlichten Moonbootica den Track Tonight über das englische Label Cheap Thrills.

- Das 2012 fertiggestellte dritte Studioalbum Our Disco Is Louder Than Yours veröffentlichte Moonbootica auf dem Label Four Music. Auf diesem sind unter anderem der amerikanische Rapper Redman und auf Bon Homme die dänische Band WhoMadeWho vertreten.

- Juni 2014 folgte das vierte Album Shine, welches in die Top 50 der deutschen Albumcharts einstieg. Zu den zwei Singleauskopplungen These Days Are Gone und Beats & Lines wurde in Los Angeles ein Split-Video unter der Regie von Skinny gedreht. Es ist die zweite Zusammenarbeit mit dem französischstämmigen Regisseur-Duo nach ICONIC. Das Video zu ICONIC wurde unter anderem bei den Filmfestspielen in Cannes gezeigt.

## Karriere
Im Remixbereich haben Moonbootica bereits mit Künstlern wie Skunk Anansie, Beatsteaks, Faithless, Jan Delay oder Hurts zusammengearbeitet. Auch auf ihren eigenen Releases waren bereits eine Vielzahl von Gästen vertreten, unter ihnen Künstler wie Anthony Mills, Thomas Hofding, Thomas Azier, Mohini Geisweiler, Siri Svegler sowie die US-Rap-Legende Redman.
Neben ihren regelmäßigen DJ-Sets in Clubs europaweit (z. B. Watergate/Berlin, Razzmatazz/Barcelona, Krisha Mira / Moskau) sowie Veranstaltungen in Australien und Südamerika, treten Moonbootica seit 2013 auch mit einer 60-minütigen Liveshow auf vielen bekannten Festivals wie z. B. Rock am Ring/Rock im Park, Sputnik Springbreak oder SonneMondSterne auf. Die dafür eigens konzipierte Lichtinstallation hat ein Gesamtgewicht von 1,5 Tonnen und der Auftritt erweitert durch Gastsänger und eigene Vocal Performances das künstlerische Spektrum von reiner DJ-Performance hin zu einem vollwertigen Live-Act. Seit 2009 arbeitet KoweSix mit Kris Menace ebenfalls an dem Projekt Black Van, das von dem New Yorker Label DFA veröffentlicht wurde.

## Diskografie

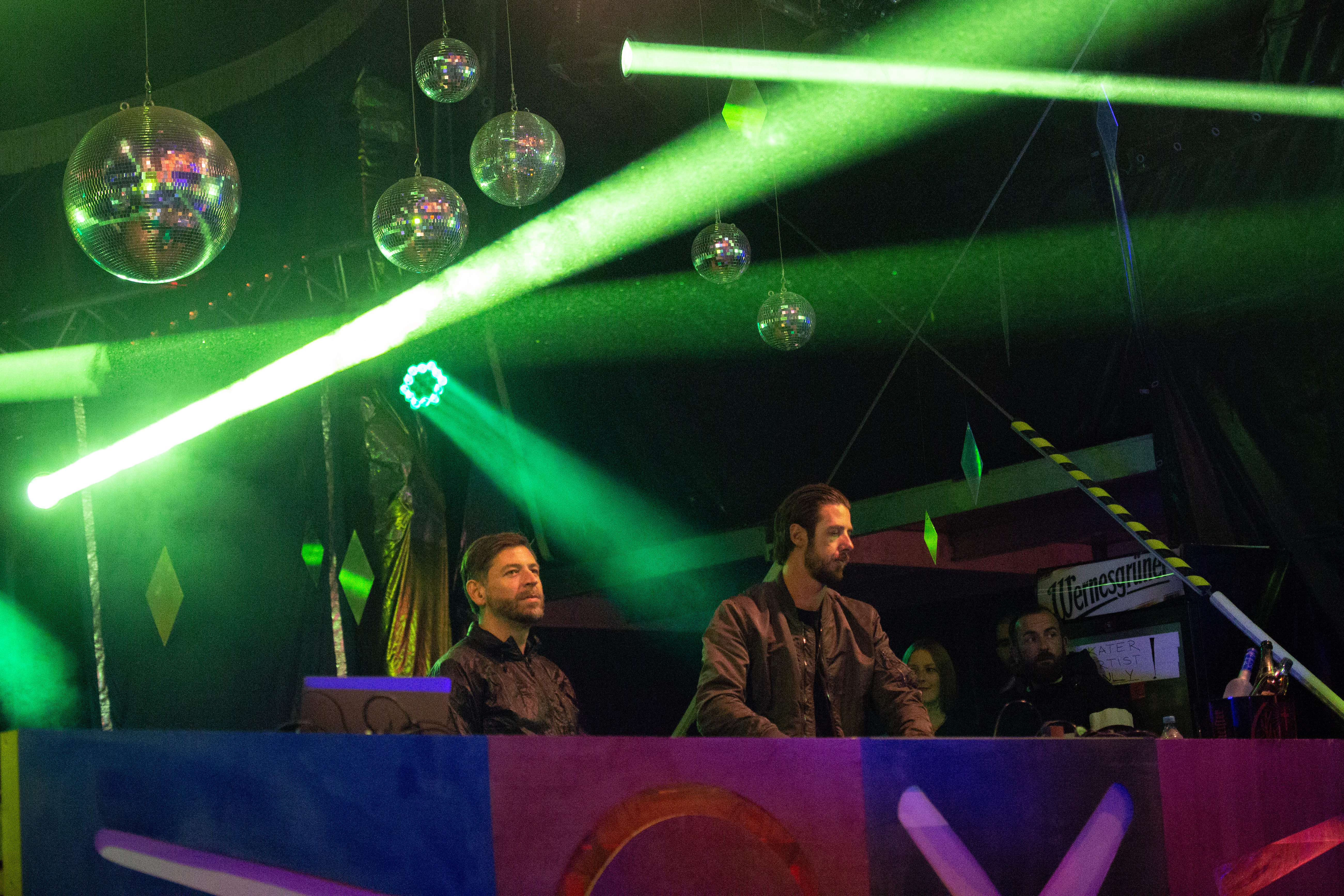
Moonbootica, SonneMondSterne 2018

### Alben
- Moonbootica (10/2005)
- Moonlight Welfare (10/2007)
- Our Disco Is Louder Than Yours (05/2012)
- Shine (2014)
- Future (2018)

### Singles und EPs
- Moonbootation (06/2001)
- Get It On (04/2002)
- Mau Mau High (01/2003)
- We 1,2 Rock / Roll the Dice (01/2004)
- Bulldog Beats (07/2004)
- June / Mustang 86 (02/2005)
- Listen (08/2005)
- Pretty Little Angel (12/2005)
- Mopedgang (04/2006)
- Wattbird / Break of light (10/2006)
- Jump Around (09/2007)
- Der Mond (feat. Jan Delay, 10/2007)
- Strobelight (07/2009)
- The Ease (11/2009)
- Men of the Future (03/2010)
- Tonight (01/2011)
- Iconic (03/2012)
- I'm on Vacation Bitch (feat. Redman, 05/2012)
- Bounce with Me (feat. Anthony Mills, 11/2013)
- My Hot Dope / Partylife (02/2014)
- These Days Are Gone (05/2014)
- Beats & Lines (05/2014)
- Work Your Body (02/2015)
- My Love (mit Mason, 03/2015)
- Do Not Do Me (Like Dis) (feat. Nneka, 12/2017)
- Lost & Found (feat. BONDI, 2018)

### Mixcompilations
- DJ Sounds Good (03/2004)
- ... And Then We Started to Dance (10/2006)
- Moonbootique Records Present Sound (2007)
- Save the Night (10/2009)

### Sonstiges
- Dynamit Moonbootica RMX (2008) (Auf Dynamit-Single von Dynamite Deluxe)